# Glenwood, Arkansas
Glenwood är en ort i Pike County i delstaten Arkansas, USA.